# BOMBERMAN Act:Zero
『BOMBERMAN Act:Zero』（ボンバーマン アクト:ゼロ）は、ハドソンから2006年8月3日に発売されたXbox 360用アクションゲーム。
エグゼクティブプロデューサーは『サターンボンバーマンファイト!!』『ボンバーマン ファンタジーレース』でディレクターを務めた柴田真人、キャラクターデザインは久保久。

## 概要
これまでのシリーズのデザインから一転して全体的にシリアスかつリアルなキャラクターデザインになっており、本作の設定やストーリーは初代ボンバーマンをモチーフにしている（初代ボンバーマンのキャラクターデザインについても、もともと高い頭身のキャラクターであった）。デザインこそ大幅に変わってはいるが、ボムアップやファイアーアップのアイテムなどおなじみの要素はそのまま引き継がれている。

## ゲーム内容
ゲームモードは、地下100階から敵を倒しつつ地上を目指す「シングルバトル」と、オンライン専用対戦の「ワールドバトル」の2つある。使用するキャラクターの性別・色の設定は「CAGE」で行える。
またゲーム視点の選択が出来る「プレイモード」がある。従来のフィールド真上から全体を見渡した視点で戦う「スタンダード」と、操作キャラにカメラを近づけた3人称視点で操作する「FPB(ファースト・パーソン・ボマー)」（三次元ボンバーマンの様な主観視点ではない）の二つある。FPBの場合はライフ制になり、ダメージを軽減するために防御することも出来る。

## キャラクター
実験体(BOMBERMAN)プロトタイプ ヒト素体
男女の固体が存在する。地上へ脱出するために、待ち受ける戦いを突破してゆく。
BLACK BOMBERMAN
脱出する者の前に立ち塞がる、黒いBOMBERMAN。